# Андерс Карлссон
Андерс Карлссон (швед. Anders Carlsson, нар. 25 листопада 1960, Євле) — колишній шведський хокеїст, що грав на позиції центрального нападника. Грав за збірну команду Швеції.

## Ігрова кар'єра
Хокейну кар'єру розпочав на батьківщині 1978 року виступами за команду «Брюнес».
Протягом професійної клубної ігрової кар'єри, що тривала 23 роки, захищав кольори команд «Брюнес», «Седертельє», «Вестерос», «Лександ» та «Нью-Джерсі Девілс».
Загалом провів 107 матчів у НХЛ, включаючи 3 гри плей-оф Кубка Стенлі.
Виступав за збірну Швеції, провів 61 гру в її складі.

## Нагороди та досягнення
- Чемпіон Швеції в складі «Брюнес» — 1980.
- Чемпіон Швеції в складі «Седертельє» — 1985, 1986.

## Статистика

### Клубні виступи
| Сезон              | Клуб                | Ліга               | Регулярний сезон | Регулярний сезон | Регулярний сезон | Регулярний сезон | Регулярний сезон | Плей-оф | Плей-оф | Плей-оф | Плей-оф | Плей-оф |
| Сезон              | Клуб                | Ліга               | І                | Г                | П                | О                | ШХ               | І       | Г       | П       | О       | ШХ      |
| ------------------ | ------------------- | ------------------ | ---------------- | ---------------- | ---------------- | ---------------- | ---------------- | ------- | ------- | ------- | ------- | ------- |
| 1978–79            | «Брюнес»            | Елітсерія          | 1                | 0                | 0                | 0                | 2                | —       | —       | —       | —       | —       |
| 1979–80            | «Брюнес»            | Елітсерія          | 17               | 0                | 1                | 1                | 6                | 1       | 0       | 0       | 0       | 0       |
| 1980–81            | «Брюнес»            | Елітсерія          | 36               | 8                | 8                | 16               | 36               | —       | —       | —       | —       | —       |
| 1981–82            | «Брюнес»            | Елітсерія          | 35               | 5                | 5                | 10               | 22               | —       | —       | —       | —       | —       |
| 1982–83            | «Брюнес»            | Елітсерія          | 35               | 18               | 13               | 31               | 26               | —       | —       | —       | —       | —       |
| 1983–84            | «Брюнес»            | Елітсерія          | 35               | 8                | 26               | 34               | 34               | —       | —       | —       | —       | —       |
| 1984–85            | «Седертельє»        | Елітсерія          | 36               | 20               | 14               | 34               | 18               | 8       | 0       | 3       | 3       | 18      |
| 1985–86            | «Седертельє»        | Елітсерія          | 36               | 12               | 26               | 38               | 20               | 7       | 2       | 4       | 6       | 0       |
| 1986–87            | «Нью-Джерсі Девілс» | НХЛ                | 48               | 2                | 18               | 20               | 14               | —       | —       | —       | —       | —       |
| 1986–87            | «Мен Марінерс»      | АХЛ                | 6                | 0                | 6                | 6                | 2                | —       | —       | —       | —       | —       |
| 1987–88            | «Нью-Джерсі Девілс» | НХЛ                | 9                | 1                | 0                | 1                | 0                | 3       | 1       | 0       | 1       | 2       |
| 1987–88            | «Ютіка Девілс»      | АХЛ                | 33               | 12               | 22               | 34               | 16               | —       | —       | —       | —       | —       |
| 1988–89            | «Нью-Джерсі Девілс» | НХЛ                | 47               | 4                | 8                | 12               | 20               | —       | —       | —       | —       | —       |
| 1988–89            | «Ютіка Девілс»      | АХЛ                | 7                | 2                | 4                | 6                | 4                | —       | —       | —       | —       | —       |
| 1989–90            | «Брюнес»            | Елітсерія          | 40               | 12               | 31               | 43               | 29               | 2       | 0       | 2       | 2       | 0       |
| 1990–91            | «Брюнес»            | Елітсерія          | 34               | 11               | 24               | 35               | 22               | 2       | 1       | 1       | 2       | 2       |
| 1991–92            | ХК «Бурос»          | Швеція-2           | 29               | 33               | 23               | 56               | 32               | 9       | 3       | 3       | 6       | 4       |
| 1992–93            | «Брюнес»            | Елітсерія          | 40               | 13               | 18               | 31               | 28               | 10      | 3       | 2       | 5       | 6       |
| 1993–94            | «Брюнес»            | Елітсерія          | 36               | 6                | 11               | 17               | 47               | 7       | 2       | 2       | 4       | 4       |
| 1994–95            | «Вестерос»          | Елітсерія          | 39               | 16               | 22               | 38               | 40               | 4       | 1       | 3       | 4       | 4       |
| 1995–96            | «Лександ»           | Елітсерія          | 36               | 8                | 18               | 26               | 26               | 5       | 2       | 1       | 3       | 4       |
| 1996–97            | «Лександ»           | Елітсерія          | 50               | 12               | 27               | 39               | 52               | 9       | 1       | 8       | 9       | 12      |
| 1997–98            | «Лександ»           | Елітсерія          | 41               | 11               | 20               | 31               | 28               | 2       | 0       | 0       | 0       | 0       |
| 1998–99            | «Лександ»           | Елітсерія          | 48               | 23               | 34               | 57               | 38               | 4       | 1       | 1       | 2       | 2       |
| 1999–2000          | «Лександ»           | Елітсерія          | 48               | 11               | 30               | 41               | 34               | —       | —       | —       | —       | —       |
| 2000–01            | «Лександ»           | Елітсерія          | 10               | 1                | 2                | 3                | 4                | —       | —       | —       | —       | —       |
| Усього в НХЛ       | Усього в НХЛ        | Усього в НХЛ       | 104              | 7                | 26               | 33               | 34               | 3       | 1       | 0       | 1       | 2       |
| Усього в Елітсерії | Усього в Елітсерії  | Усього в Елітсерії | 653              | 195              | 330              | 525              | 512              | 61      | 13      | 27      | 40      | 52      |

### Збірна
| Рік                | Команда            | Турнір             | І  | Г  | П  | О  | ШХ |
| ------------------ | ------------------ | ------------------ | -- | -- | -- | -- | -- |
| 1986               | Швеція             | ЧС                 | 10 | 6  | 6  | 12 | 12 |
| 1987               | Швеція             | ЧС                 | 10 | 4  | 3  | 7  | 6  |
| 1987               | Швеція             | КК                 | 6  | 1  | 0  | 1  | 0  |
| 1989               | Швеція             | ЧС                 | 10 | 2  | 3  | 5  | 8  |
| 1990               | Швеція             | ЧС                 | 8  | 1  | 0  | 1  | 2  |
| 1991               | Швеція             | ЧС                 | 6  | 1  | 1  | 2  | 6  |
| 1997               | Швеція             | ЧС                 | 11 | 1  | 1  | 2  | 6  |
| Національна збірна | Національна збірна | Національна збірна | 61 | 16 | 14 | 30 | 40 |